# جان بيكريل
جان بيكريل (بالفرنسية: Jean Becquerel)‏ (و. 1878 – 1953 م) هو فيزيائي، وأستاذ جامعي من فرنسا . ولد في باريس. وكان عضواً في الأكاديمية الفرنسية للعلوم .

## التعليم
تعلم في المدرسة المتعددة التكنولوجية بفرنسا